# П'єр Ле Кок
П'єр Ле Кок (фр. Pierre Le Coq, нар. 17 січня 1989, Сен-Бріє, Франція) — французький яхтсмен, бронзовий призер Олімпійських ігор 2016 року.

## Виступи на Олімпіадах
| Олімпіада           | Дисципліна  | Місце |
| ------------------- | ----------- | ----- |
| Ріо-де-Жанейро 2016 | віндсерфінг | 3     |

## Зовнішні посилання
- П'єр Ле Кок — олімпійська статистика на сайті Sports-Reference.com (англ.) (архівна версія)